# Villargoix
Villargoix is een gemeente in het Franse departement Côte-d'Or in de regio Bourgogne-Franche-Comté en telt 173 inwoners (1999). De plaats maakt deel uit van het arrondissement Montbard.

## Geografie
De oppervlakte van Villargoix bedraagt 17,7 km², de bevolkingsdichtheid is 9,8 inwoners per km².
De onderstaande kaart toont de ligging van Villargoix met de belangrijkste infrastructuur en aangrenzende gemeenten.

## Demografie
Onderstaande figuur toont het verloop van het inwonertal (bron: INSEE-tellingen).